# Действительный государственный советник таможенной службы (СССР и Россия)
Действительный государственный советник таможенной службы (СССР и Россия) — звание в СССР и Российской Федерации.
Указом Президиума Верховного Совета СССР от 18 июля 1986 года № 5157-XI «О персональных званиях для лиц начальствующего состава учреждений государственного таможенного контроля СССР» было установлено звание действительного государственного советника таможенной службы. Указом Президента Российской Федерации от 22 сентября 1993 года № 1405 персональные звания преобразованы в специальные звания. Федеральным законом от 21 июля 1997 г. № 114-ФЗ «О службе в таможенных органах Российской Федерации» система специальных званий в таможенных органах была изменена. Высшее специальное звание стало официально именоваться — действительный государственный советник таможенной службы Российской Федерации.
Звание присваивается Президентом Российской Федерации лицам, занимающим должность руководителя Федеральной таможенной службы (до 2004 г.— председателя Государственного таможенного комитета Российской Федерации).

## Знаки различия
В соответствии с постановлением Правительства Российской Федерации от 23 декабря 2004 года № 836 знаками различия действительного государственного советника таможенной службы Российской Федерации являются прямоугольные погоны с трапециевидным верхним краем, полем цвета ткани одежды, со строчкой по полю текстурированной нитью золотистого цвета, с кантом зеленого цвета (погоны на сорочку — без канта). На продольной осевой линии погон расположены четыре вышитые звезды золотистого цвета диаметром 22 мм. В верхней части погон размещена пуговица.
Погоны для специальной одежды — прямоугольные с трапециевидным верхним краем, полем из галуна специального переплетения цвета ткани одежды с кантом зеленого цвета. Звезды на погонах — оливкового цвета.

## Список лиц, которым присвоено звание
Действительные государственные советники таможенной службы (в СССР)
1. 17 декабря 1986 года — Базовский Владимир Николаевич, начальник Главного управления государственного таможенного контроля при Совете Министров СССР (1986—1989 гг.)
2. 1989 год — Бояров Виталий Константинович, начальник Главного управления государственного таможенного контроля при Совете Министров СССР (1989—1991 гг.)
3. 13 сентября 1991 года[1] — Ермаков Николай Александрович, председатель Таможенного комитета СССР (1991 г.)

Действительный государственный советник таможенной службы (в Российской Федерации)
Здесь и далее после даты присвоения персонального/специального звания стоит номер Указа Президента Российской Федерации, которым присвоено звание.
1. 31 марта 1993 года, № 415 — Круглов Анатолий Сергеевич, председатель Государственного таможенного комитета Российской Федерации (1991—1998 гг.)

Действительные государственные советники таможенной службы Российской Федерации
1. 23 октября 2002 года, № 1236 — Ванин Михаил Валентинович, председатель Государственного таможенного комитета Российской Федерации (1999—2004 г.)
2. 14 июля 2007 года, № 871[3] — Бельянинов Андрей Юрьевич, руководитель Федеральной таможенной службы (2006—2016 гг.)